# Витто, Венсан
Венсан Витто (фр. Vincent Vittoz; род. 17 июля 1975, Анси) — французский лыжник, чемпион мира, победитель этапов Кубка мира. Специалист дистанционных гонок.

## Карьера
В Кубке мира Витто дебютировал в 1996 году, в ноябре 2002 года одержал свою первую победу на этапе Кубка мира. Всего на сегодняшний день имеет на своём счету 8 побед на этапах Кубка мира, 7 в дистанционных гонках и одну в эстафете. Лучшим достижением Витто в общем итоговом зачёте Кубка мира является 2-е место в сезоне 2004-05.
Принимал участие в Олимпийских играх 1998 года в Нагано, где показал следующие результаты: 10 км классикой — 24-е место, преследование 25 км — 19-е место, эстафета — 13-е место, 50 км коньком — 21-е место.
На Олимпиаде-2002 в Солт-Лейк-Сити принял участие в трёх гонках: масс-старт 30 км — 11-е место, дуатлон 10+10 км — 13-е место, эстафета — 8-е место.
На Олимпиаде-2006 в Турине также участвовал в четырёх гонках: дуатлон 15+15 км — 6-е место, 15 км классикой — 14-е место, эстафета — 4-е место, масс-старт 50 км — 9-е место.
На Олимпиаде-2010 в Ванкувере показал следующие результаты: 15 км свободным ходом — 5-е место, дуатлон 15+15 км — 15-е место, командный спринт — 7-е место, эстафета 4-е место, масс-старт 50 км — 13-е место.
За свою карьеру принимал участие в семи чемпионатах мира, является чемпионом мира 2005 года в дуатлоне. Так же выигрывал чемпионат мира по лыжероллерному спорту.
Принял участие в соревнованиях по биатлону и лыжным гонкам в рамках зимних Всемирных военно-спортивных игр 2010 года, где выиграл «бронзу» в гонке патрулей (был «лидером» команды — нестреляющим бегуном), а также первенствовал в личном и командном зачёте «чистой» гонки на 15 км вольным стилем.
Использует лыжи и ботинки производства фирмы Rossignol.
После завершения сезона 2010/2011 завершил карьеру, перейдя на тренерскую работу. В настоящее время является одним из тренеров молодёжной сборной Франции по лыжным гонкам.

## Личная жизнь
Холост, имеет двоих детей (дочери Луна и Аня). Кроме французского владеет английским языком. Является военнослужащим французской армии.